# 农民告状
《农民告状》是在云南白族人中流传的一则“告状”故事。

## 故事內容
很久以前，漾濞人到永昌府去告当地的一个残暴统治者杨土公(可能是土官)，但官官相顾，府官不受理。当时有个智勇双全的农比，跑到京城，巧妙地挑动统治者之间的矛盾，说杨土公要造反，皇帝相信了，就叫大理府派兵去打杨土公，除了大害。
故事中的农民巧妙利用统治者的矛盾而让他们自相残杀，歌颂了农民的机智勇敢。